# Sonic the Hedgehog 2
Sonic the Hedgehog 2 (japanska: ソニック・ザ・ヘッジホッグ2 Hepburn: Sonikku za Hejjihoggu Tsū?) är ett plattformsspel utvecklat av Sonic Team, med hjälp av Sega Technical Institute, och utgivet av Sega till Sega Mega Drive. Det släpptes internationellt i november 1992. Spelet är uppföljaren till Sonic the Hedgehog och den andra huvudsakliga titeln i spelserien Sonic the Hedgehog, samt det första där spelfiguren Miles "Tails" Prower, en flygande räv med två svansar, förekommer. Han och protagonisten Sonic the Hedgehog måste stoppa seriens antagonist Dr. Ivo Robotnik som är ute efter att stjäla "Chaos Emeralds" för att försörja sin rymdstation, Death Egg, med elektricitet.
Utvecklingen av spelet påbörjades i november 1991, två månader senare än beräknat, eftersom Sega of America kände att det var för tidigt för att släppa en uppföljare. Både amerikanska och japanska anställda inom Sonic Team bidrog till utvecklingen; art director Tim Skelly designade utseendet på spelets nya specialnivåer i 3D, baserat på ett tidigare demoversion framställt av Yuji Naka. Medarbetarna ökade hastigheten hos Sonic the Hedgehog 2 jämfört med dess föregångare. Precis som i originalspelet komponerades soundtracket av Masato Nakamura.  
Spelet var en kritisk och kommersiell framgång. Det har sålt i över sex miljoner exemplar, vilket gör det till det näst bästsäljande Mega Drive-spelet efter Sonic the Hedgehog. Det har släppts i ett flertal spelsamlingar och för nedladdning till olika plattformar, som också generellt fått positiva omdömen. En remastrad version släpptes till IOS och Android i december 2013, och innehöll nya detaljer som spellägena "Boss Rush" och "Time Attack", och banan "Hidden Palace Zone" som skrotades i den ursprungliga utgåvan av spelet 1992. Två uppföljare, Sonic the Hedgehog 3 och Sonic & Knuckles släpptes 1994.   

## Handling
Spelets två protagonister är Sonic the Hedgehog och Miles "Tails" Prower. Tails beskrivs som en som har sett upp till Sonic som liten och velat hålla jämna steg med honom. Spelets utgångspunkt är lik den som finns i det första spelet Sonic the Hedgehog. Sonics nemesis Dr. Ivo Robotnik planerar att ta över världen med sin armé av robotar som han placerat djur i, och med hjälp av kraften hos sju "Chaos Emeralds" (sv. "Kaos-Smaragder"). Denna gång konstruerar han också en beväpnad rymdstation kallad Death Egg. Målet med spelet är att besegra Robotnik, alternativt rädda så många djur som möjligt och samla alla sju Smaragder. Som standard slutar spelet med att Sonic åker med Tails biplan, "Tornado". Om spelaren samlar ihop alla "Chaos Emeralds", flyger Sonic i sin "Super Sonic"-form med flygplanet.

## Spelupplägg
Sonic the Hedgehog 2 är ett sidscrollande plattformsspel i 2D. När spelet startas kan spelaren välja att spela som antingen Sonic, Tails, eller båda. I det senare spelläget kontrollerar spelaren Sonic medan Tails springer med vid sidan om honom. En andra spelare kan ansluta när som helst och styra Tails separat. Sonic the Hedgehog 2 utspelar sig i ett antal nivåer som alla är indelade i en, två eller tre banor eller akter, med en boss-strid med Robotnik i slutet av den sista banan. Spelarfiguren kan hoppa på fiender för att besegra dem. Spelet introducerar också en  ny rörelse, en så kallad "spin dash" eller "Super Dash Attack", som utförs när spelarfiguren rullar ihop sig till en boll och snurrar samtidigt som den står stilla, vilket resulterar i en utökad hastighet. Då Sonic eller Tails attackeras av en fiende utan några hopsamlade ringar, krossas, faller utanför skärmen, eller överstiger banans tiominutersgräns, förlorar de ett liv och startar om vid den senast passerade checkpointen. Om det sista livet förbrukas är spelet slut.

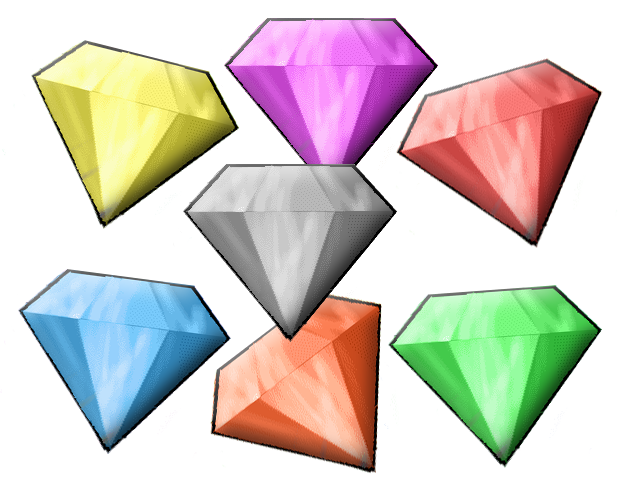
Spelets sju ”Chaos Emeralds” som Sonic och Tails ska försöka samla ihop.

När spelaren samlar ihop minst 50 ringar och passerar en checkpoint kan de komma till en "special stage". På dessa nivåer springer spelaren genom en sorts 3D-halfpipe, samlar ringar och undviker bomber. En viss mängd ringar måste samlas in för att komma vidare förbi var och en av de tre kontrollstationerna och därigenom erhålla en smaragd. Om Sonic kolliderar med en bomb förlorar han tio ringar och blir orörlig för en kort stund. Specialnivåernas svårighetsgrad ökar och spelaren kan inte fortsätta till en nivå utan att först klara den tidigare. Efter målgång transporteras spelaren tillbaka till posteringen de använde för att komma till specialnivån. När samtliga Smaragder har samlats ihop, och om spelaren väljer Sonic, har han möjligheten att förvandlas till Super Sonic, något som kräver 50 ringar eller mer. Super Sonic är gul och osårbar gentemot attacker från fiender, och hans fart, acceleration och höjd på hoppen är utökade. Däremot förlorar han en ring per sekund och återgår till att vara vanliga Sonic när alla hans ringar är slut.
Spelet har också ett tävlingsläge där två spelare tävlar mot varandra till mållinjen, som antingen Sonic eller Tails, på en delad skärm i ett race genom tre vanliga nivåer och en specialnivå. När en spelare slutför en av de vanliga nivåerna, måste den andra spelaren komma i mål inom 60 sekunder, annars avslutas nivån omedelbart. På de vanliga nivåerna rankas spelare inom fem områden; poäng, tid, ringar vid nivåns slut, totalt hopsamlade ringar, och antal lådor med föremål som slagits sönder. Spelaren med flest vunna kategorier, vinner nivån. På specialnivån tävlar spelare i att komma över flest ringar. Spelläget slutar när alla banor har genomförts, eller om en av spelfigurerna förlorar alla sina liv, vilket betyder att motståndaren automatiskt vinner.

### Koppling tillSonic & Knuckles
Två år efter utgivningen av Sonic 2 1992, släpptes Sonic & Knuckles 1994. Sonic & Knuckles tillhandahöll en specialkassett som kunde kopplas till andra spelkassetter. Spelaren kunde sätta i Sonic & Knuckles-kassetten samt ett andra spel ovanpå den. Detta låser upp Knuckles the Echidna in Sonic the Hedgehog 2, en variant av Sonic 2, där spelaren istället spelar som Knuckles the Echidna, en spelfigur som inte introducerades förrän i Sonic the Hedgehog 3 från 1994 och som inte var spelbar förrän Sonic & Knuckles senare samma år.
Spelet är i stort sett identiskt med Sonic the Hedgehog 2, med undantaget att spelupplägget är ändrat på grund av Knuckles specifika egenskaper, till skillnad mot Sonic eller Tails. Knuckles kan glida och klättra på väggar vilket gör det möjligt för honom att komma åt ytor som annars hade varit gömda eller otillgängliga. Å andra sidan kan han inte hoppa lika högt, något som gör vissa situationer, som exempelvis bossfajter, svårare. Tvåspelarläget har i den här spelversionen tagits bort. Specialnivåerna är likadana, men antalet ringar som behövs för att fortskrida i spelet har minskat, och poängen som genereras på nivån återställs inte.

## Utveckling
Efter utgivningen av originalspelet Sonic the Hedgehog, lämnade skaparen Yuji Naka Sega på grund av oenighet kring dess företagspolicy. Mark Cerny, som vid samma tidpunkt hade grundat Sega Technical Institute (STI) vid Sega of America, träffade Naka i Japan och erbjöd honom en högre lön och mer kreativ frihet om han började på STI. Naka gick med på erbjudandet och chefsnivådesignern Hirokazu Yasuhara för Sonic the Hedgehog beslöt också att flytta till STI. Yasuhara hade tillsatts för att hjälpa Cerny etablera STI 1990, men när Gulfkriget bröt ut försenade det hans flytt till USA med tre månader. Under den tiden hamnade han på spelutvecklaren Sonic Team och blev en del av Sonic-projektet.
Utvecklingen av Sonic 2 påbörjades i november 1991, två månader senare än Cerny hade avsett, eftersom Sega of America inledningsvis tyckte det var för tidigt för en uppföljare. Både amerikanska och japanska anställda på Sonic Team bidrog i utvecklingen; art director Tim Skelly designade utseendet på spelets 3D-liknande specialnivåer, baserat på en demoversion gjord av Naka. Specialnivåerna skapades utifrån förrenderad 3D-grafik som komprimerades och halverades, både vertikalt och horisontellt för att passa spelkassetten. Sonic 2 introducerade också den en flygande räven med två svansar, Tails, inspirerad av kitsune i japansk mytologi, och skapad av Yasushi Yamaguchi. Sega of America motsatte sig angående spelfigurens namn, Miles Prower (en ordvits av engelskans "miles per hour"), vilket ledde till att räven fick smeknamnet Tails som en kompromiss. Masaharu Yoshii var spelets regissör. Utvecklarna utökade hastigheten i Sonic the Hedgehog 2 jämfört med det första spelet.
Spelet förmodades ursprungligen innehålla element av tidsresor och ha en portering till Mega-CD, Segas tillägg till Mega Drive. Porteringen blev aldrig av och delen med tidsresor ingick istället i ett Sonic-spel till Mega-CD, Sonic the Hedgehog CD.
En demokassett av spelet stals vid ett arrangemang i New York i början på 1992. Akinori Nishiyama på Sega sade att läckan var resultatet av bristen på säkerhet. Prototypen innehåller en spelbar sektion av en nivå med namnet "Hidden Palace Zone", en nivå som togs bort strax innan utgivning. Den var försvunnen i över 20 år tills den ingick i den remastrade utgivningen till IOS i december 2013, där nivån implementerades. Sega tillhandahöll skärmdumpar till några tidskrifter, däribland Gamepro, som visade tidiga strukturer av spelet som föreställde en annan borttagen nivå; en nivå med ökentema kallad "Dust Hill Zone". Naka hade också anspelat på ytterligare en okänd, kasserad nivå i Sonic Jam Official Strategy Guide, där han förklarade varför "Metropolis Zone" hade tre delar, medan alla andra nivåer bara hade två.

### Musik
Musiken i Sonic the Hedgehog 2 komponerades, precis som i det tidigare spelet, av Masato Nakamura, basist och låtskrivare i J-pop-bandet Dreams Come True. Musiken påbörjades tidigt i utvecklingen med enbart konceptbilder som referens för Nakamura, men ett tidigare färdigställt  spel innebar erfarenhet av att skapa musik till Mega Drive och han började ta sig an projektet på ett liknande sätt som med första spelet. Nakamura betraktade Sonic the Hedgehog 2 som en film och designade musiken rund atmosfären han kände från bilderna av nivåerna. Förutom grafiken och några diskussioner med Sonic Team, gavs Nakamura frihet över musikskapandet, vilket han trodde var orsaken till att han kunde göra "så melodiska låtar och ovanliga rytmmönster".
Nakamura skapade musiken samtidigt som han spelade in med Dreams Come True i London, där de jobbade med sitt fjärde album "The Swinging Star". Som en present till Sonic Team producerade Masato en alternativ version av den avslutande låten med Dreams Come True, som inkluderades i albumet de vid tidpunkten spelade in. 2011 remixades musiken från nivåerna "Chemical Plant" och "Casino Night Zone" av Sega för att användas i Sonic Generations.
Senare i oktober samma år släpptes en samling med tre skivor med musik från Sonic the Hedgehog och Sonic the Hedgehog 2 i Japan. Tillsammans med musiken från spelet, innehåller samlingen kommentarer av Yuji Naka och en intervju med Nakamura. På den första skivan finns originalspår från båda spelen och den andra innehåller Nakamuras demoinspelningar som producerades under spelets utveckling. Den tredje skivan har låten Sweet Sweet Sweet av Dreams Come True, dess engelskspråkiga version "Sweet Dream", samt remixer av båda låtarna från 2006 av sångaren Akon som användes i  Sonic the Hedgehog från 2006.

### Utgivning

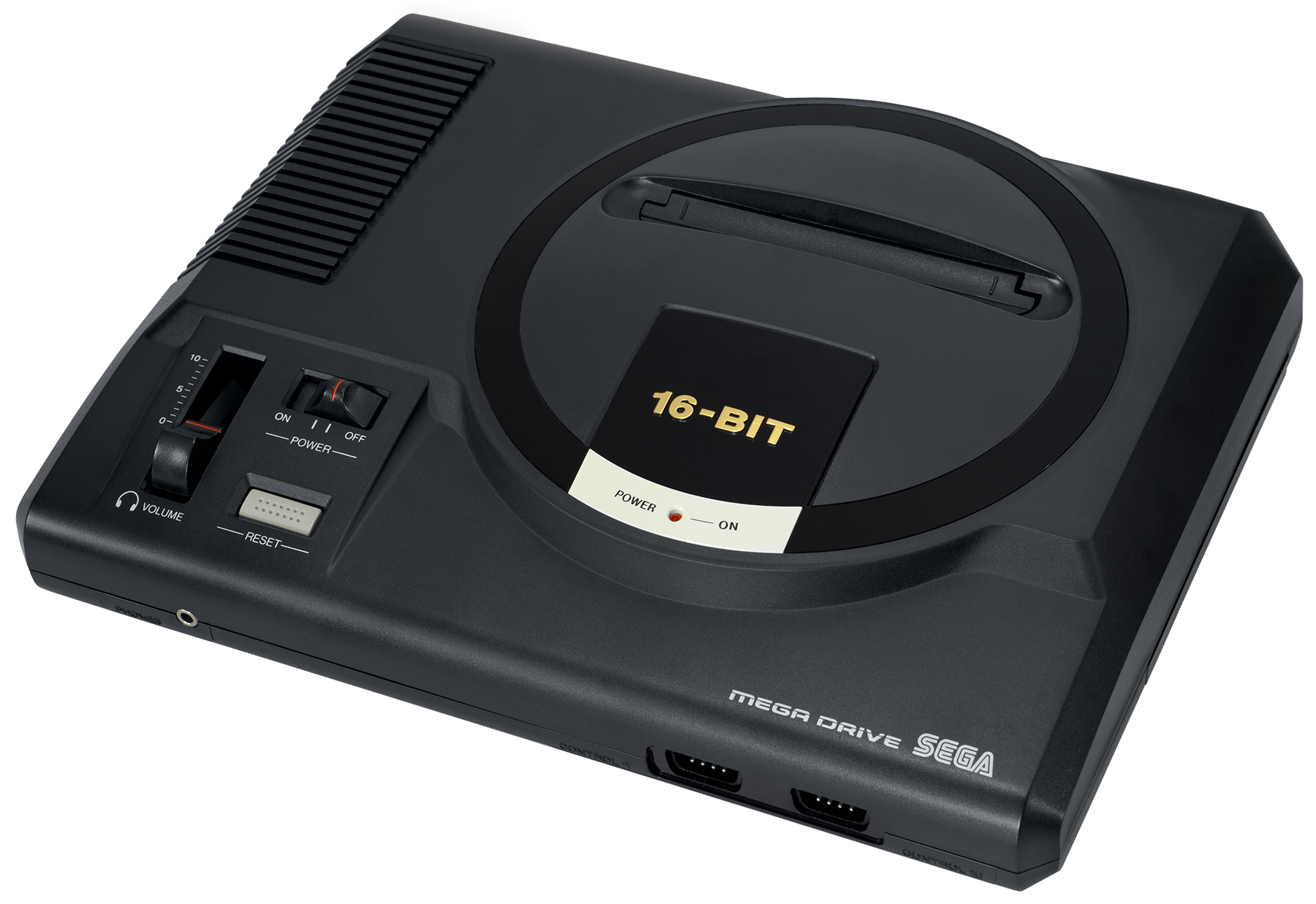
Sonic the Hedgehog 2 utgavs ursprungligen till Mega Drive/Genesis 1992.

Sega satsade $10 miljoner på marknadsföringskampanjen för släppet av Sonic the Hedgehog 2. Sega eftersträvade ett internationellt utgivningsdatum för att göra spelet tillgängligt i alla butiker på samma dag, ett för den tiden relativt nytt koncept. Detta krävde att Sega omkonfigurerade dess distributionssystem för att säkerställa att spel var tillgängliga i alla större butiker. Utgivningsdatumet, tisdagen den 24 november 1992, marknadsfördes som ”Sonic 2s day”. Medan släppet till Genesis, den Nordamerikanska motsvarigheten till Mega Drive, och Mega Drive i Europa skedde på denna dag, gjorde Sega of Japan spelet tillgängligt några dagar tidigare, den 21 november 1992. 400 000 exemplar av Sonic 2 såldes under de första sju dagarna efter utgivningen, och över sex miljoner totalt under konsolens livslängd.

## Alternativa versioner ochporteringar

### 8-bits-versionen
En version av spelet utvecklades av Aspect till Sega Master System och Game Gear. Trots att det baserades på originalspelet med samma namn, skiljer sig spelet med annorlunda design på nivåerna och en annan handling, och den här utgåvan, i kontrast till 16-bits-spelet, har inte funktionen "spin dash", något som ledde till funderingar kring huruvida det skulle gjorts innan Mega Drive-versionen.

### Samlingsutgåvor
Spelsamlingar som innehåller spelet är Sonic Compilation från 1995 till Sega Mega Drive/Genesis; Sonic Jam från 1997 till Sega Saturn; Sonic Mega Collection  från 2002 till Nintendo GameCube; Sonic Mega Collection Plus från 2004 till Playstation 2, Xbox och PC; Sega Genesis Collection från 2006 till PS2 och Playstation Portable; Sonic's Ultimate Genesis Collection från 2009 till Xbox 360 och Playstation 3; och Sonic Classic Collection från 2010 till Nintendo DS.

### Nedladdningsbara utgåvor
Spelet tillgängliggjordes för nedladdning till Wiis Virtual Console den 11 juni 2007, till Playstation 3 via Playstation Network den 19 april 2011, och till Xbox Live Arcade för Xbox 360, den sistnämnda hade utökat innehåll så som topplistor online, achievements och onlinespelande. Olika mobiltelefonversioner finns också utgivna, inklusive släppet till IOS. En remastrad utgåva av spelet, gjord genom användningen av Christian Whitehead's "Retro Engine", släpptes till IOS, Android och Windows Phone den 12 december 2013. Versionen hade Knuckles som spelbar figur, ett boss attack-spelläge, flerspelarläge online, tillagda banor, och den tidigare outgivna "Hidden Palace Zone". Spelet utgavs som en del av Nintendo 3DS 3D Classics-serie i Japan den 22 juli 2015, med en utgivning i Nordamerika och Europa ursprungligen planerad till den 15 september 2015, innan den fördröjdes till den 8 oktober.

## Mottagande
| Mottagande | Mottagande |
| Samlingsbetyg | Samlingsbetyg |
| Tjänst | Betyg |
| --- | --- |
| Gamerankings | 88% (8 recensioner)                                                                                                  |
| Metacritic | 82/100 (11 recensioner) (X360) 60/100 (9 recensioner) (IOS)                                                          |
| Recensionsbetyg | |
| Publikation | Betyg |
| Computer and Video Games | 94% |
| Electronic Gaming Monthly | 35/40 |
| Eurogamer | (X360) |
| Famitsu | 30/40 |
| Gamefan | 197/200 |
| Game Informer | 27.25/30 |
| Gamepro | [ 70 ] |
| Gamespot | (X360) |
| IGN | (Wii) |
| Official Nintendo Magazine | 94% (Wii) |
| Official Xbox Magazine | (X360) |
| Bad Influence! | [ 73 ] |
| Mean Machines | 96% |
| Mega | 94% |
| Mega Zone | 93% |
| Sega-16 | [ 61 ] |
| Sega Force | 97% |
| Sega Force Mega | 95% |
| \| Utmärkelser \| Utmärkelser \| \| Publikation \| Utmärkelse \| \| ------------------------- \| ------------------------------------------------------------------------------------------------------------------------ \| \| Electronic Gaming Monthly \| Best Game of the Year (Genesis)[79] \| \| Gamefan Golden Megawards \| Best Action Platform Game[80] \| \| Game Informer \| Best Action/Adventure Game, Best Graphics in a Video Game[81] \| \| Gamepro \| Action/Adventure Game of the Year, 16-Bit Game of the Year (Runner-Up), Award for Excellence in Graphics (Runner-Up)[82] \| \| Megatech \| Hyper Game \| | |
| Utmärkelser | |
| Publikation | Utmärkelse |
| Electronic Gaming Monthly | Best Game of the Year (Genesis)                                                                                      |
| Gamefan Golden Megawards | Best Action Platform Game                                                                                            |
| Game Informer | Best Action/Adventure Game, Best Graphics in a Video Game                                                            |
| Gamepro | Action/Adventure Game of the Year, 16-Bit Game of the Year (Runner-Up), Award for Excellence in Graphics (Runner-Up) |
| Megatech | Hyper Game |

På grund av populariteten hos dess föregångare hade Sonic the Hedgehog 2 redan etablerat en fanbase som förutsåg en utgivning. Spelet hyllades av kritiker vid utgivningen och var en bästsäljare på topplistorna i Storbritannien under två månader. 2006 hade spelet sålts i över sex miljoner exemplar, vilket gjorde det till det |näst bäst säljande spelet till Mega Drive efter originalspelet Sonic the Hedgehog. 
Recensenter berömde spelet för dess stora nivåer, färgrika grafik och bakgrunder, utökade figurgalleri, fiender, och musik. Gamespot sade att "tiden må ha eroderat Segas prominens, men det har inte gjort mycket för att minska hur ljuvt Sonic the Hedgehog 2 är," och kommenterade likt andra recensenter kring hur det fortfarande är roligt att spela. Electronic Gaming Monthly belönade det som det bästa Sega Genesis-spelet 1992.
2000 rankade Game Informer Sonic 2 som nummer 61 på dess lista över "Topp 100 bästa spel genom tiderna", och kallade det "det mest utmanande och finpolerade Sonic the Hedgehog-spelet." Tidskriften Mega placerade spelet som #36 i deras lista "Topp Sega Mega Drive-spel genom tiderna". Kritiker gillade också det snabbare spelupplägget som erbjöds i jämförelse med dess föregångare, liksom dess nytillkomna innehåll. Lucas Thomas på IGN hyllade den nya "spin dash"-förmågan, som förberedde Sonic på att skjutas i väg i en högre hastighet. Han nämnde också att nivåerna i Sonic 2 designades för att visa upp spelarfigurens fart, och var inte så mycket ett "plattforms-hoppande spel" som ett "plattforms-springande" spel, i smärre kontrast till dess föregångare.
Spelets huvudsakliga kritik riktades mot tvåspelarläget, ett nytt introducerat spelläge i serien. Sonic 2 möjliggjorde tvåspelarläge på tre olika nivåer; Emerald Hill, Casino Night och Mystic Cave. Recensenter kritiserade spellägets noterbara minskning av hastigheten och förekommande flimmer, och den hopklämda spelytan för varje spelare. Lucas Thomas berömde trots detta innovationen hos det nya tvåspelarläget, och uttryckte att "Mario och Luigi hade aldrig kunnat tävlingsspringa genom samma nivåer, på samma tid". William Burrill på dagstidningen Toronto Star beskrev racingläget för två spelare som den "enda delen av spelet som kan klandras," och pekade på att spelläget och dess uppdelade skärmvy "pressar grafiken, klumpar till spelfigurerna och saktar ner spelets action".

## Eftermäle
Den ekonomiska framgången med Sonic the Hedgehog 2 var en stor faktor i Segas upphämtning gentemot Nintendo i det tidiga 1990-talets konsolkrig. Det lyfte deras marknadsandel till 50% inom sex månader efter dess utgivning. Tails, som introducerades i Sonic the Hedgehog 2, skulle komma att bli en av de mest framstående och frekvent förekommande karaktärerna i serien, och syns och medverkar i det mesta av franchisets media. Däribland senare spel, såsom, Sonic Colors, Sonic Generations och Sonic Lost World, i vilket de flesta av de återkommande karaktärerna inte är med i eller är förvisade till mindre roller. Tails var huvudpersonen i två spel till Game Gear; Tails' Skypatrol och Tails Adventure. Sonic the Hedgehog 2 popularitet lyckades utöka dess egen kultstatus och genererade diverse merchandise, exempelvis serietidningar som Sonic the Comic, en tv-serie, och en uppföljare, Sonic the Hedgehog 3, som fick liknande beröm.
I samband med Sonics 20-årsjubileum gav Sega ut Sonic Generations, ett spel som gjorde om olika aspekter från spelseriens tidigare spel. Versionerna till Playstation 3, Xbox 360 och PC innehöll en omgjord version av nivån "Chemical Plant". Med fanns också en remake av den sista boss-striden, Death Egg Robot, som spelets Classic Era boss. Nintendo 3DS-utgåvan av spelet innehöll en separat omgjord version av nivån "Casino Night". Ett flipperspel med "Casino Night"-tema gjordes tillgängligt för nedladdning som en bonus vid förbeställning av konsolversionen på Gamestop.